# Acontiola acclivis
Ozarba acclivis is een vlinder uit de familie van de uilen (Noctuidae). De wetenschappelijke naam van deze soort is voor het eerst voorgesteld als Acontiola acclivis door Rudolf Felder en Alois Friedrich Rogenhofer in een publicatie uit 1874.
De soort komt voor in Namibië en Zuid-Afrika.